# باول سيرنا
باول سيرنا (بالإنجليزية: Paul Serna)‏ هو لاعب كرة قاعدة أمريكي، ولد في 16 نوفمبر 1958 في إل سنترو في الولايات المتحدة.

## وصلات خارجية
- باول سيرنا على موقعبيزبول رفرنس.كوم (الدوري الرئيسي) (الإنجليزية)
- باول سيرنا على موقعبيزبول رفرنس.كوم (الدوري الثانوي) (الإنجليزية)